# Daka
Pour l’article homonyme, voir Dáka.
Daka est une localité située dans le département de Tougan de la province du Sourou dans la région de la Boucle du Mouhoun au Burkina Faso.

## Démographie
Daka a une population d'environ 2 860 habitants.

## Éducation et santé
La commune accueille un centre de santé et de promotion sociale (CSPS).